# 141. østlige længdekreds
Den 141. østlige længdekreds (eller 141 grader østlig længde) er en længdekreds, der ligger 141 grader øst for nulmeridianen. Den løber gennem Ishavet, Asien, Stillehavet, Australasien, det Indiske Ocean, det Sydlige Ishav og Antarktis.
På Ny Guinea danner længdekredsen grænse mellem Indonesien og Papua Ny Guinea.